# Bristol Bombay

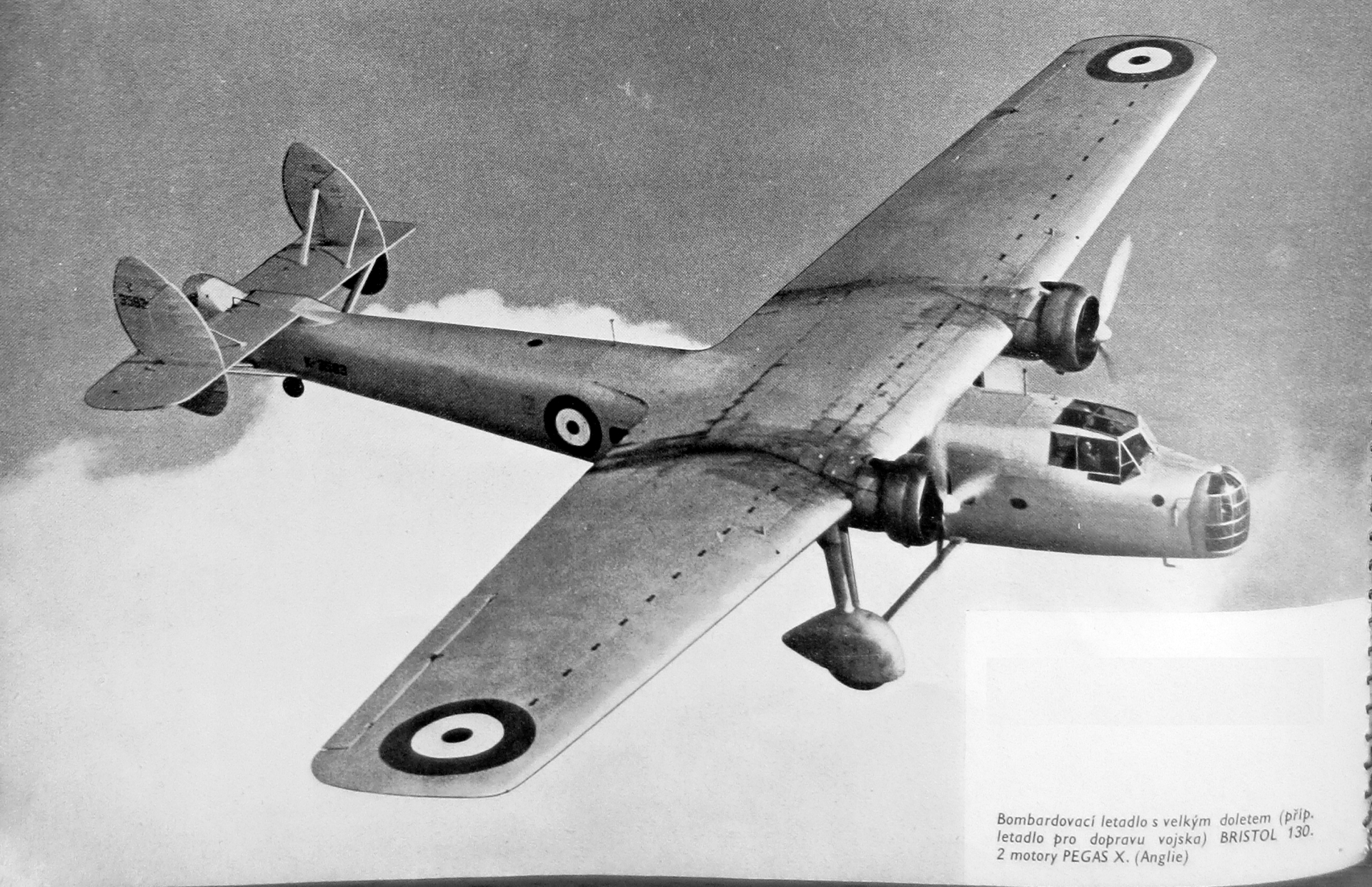
Van bovenaf gezien

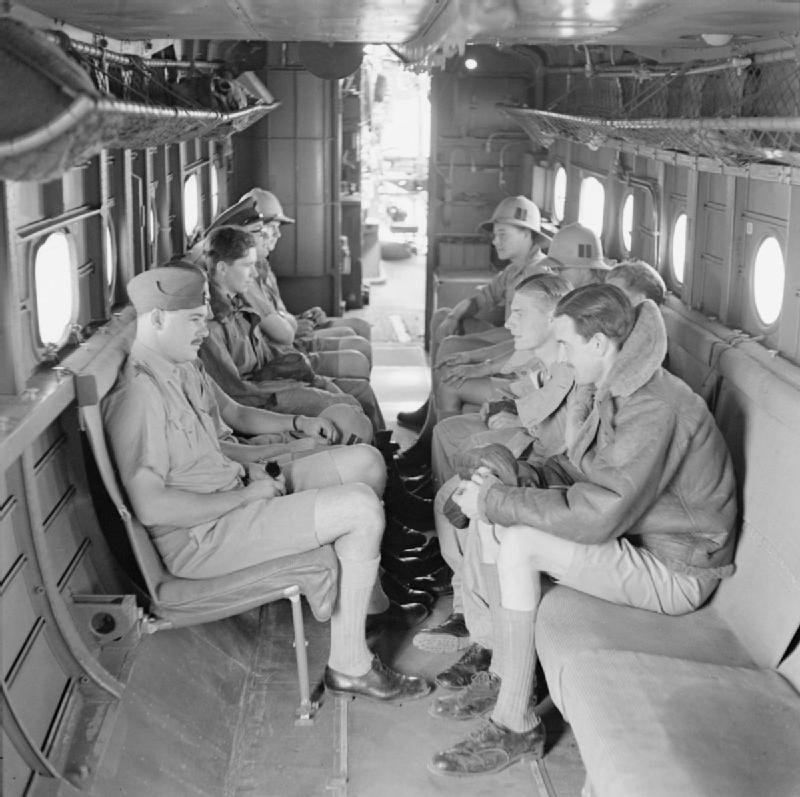
Interieur in troepentransport versie

De Bristol type 130 Bombay is een Britse tweemotorige bommenwerper en troepentransportvliegtuig, gebouwd door de Bristol Aeroplane Company. Het type werd door de Royal Air Force (RAF) ingezet in de Tweede Wereldoorlog.

## Beschrijving
De Bombay was een geheel metalen hoogdekker met een vast landingsgestel. Het had twee verticale staartvlakken. De bemanning bestond uit een piloot, een navigator/bommenrichter in de neus van het toestel, en een radio-operator/schutter, die het machinegeweer bediende in de schietpost in de neus. Een vierde bemanningslid bemande de schietpost in de staart wanneer het toestel werd gebruikt als bommenwerper. Acht bommen van 250 pond (110 kg) konden opgehangen worden onder de romp. De cabine bood plaats aan 24 volledig uitgeruste soldaten. De stoelen konden weggenomen worden om plaats te maken voor tien brancards in ambulance-uitvoering, extra brandstof- of watertanks, reservemotoren en andere vrachten.

## Geschiedenis
Bristol ontwierp het type naar specificatie C.26/31 van het luchtvaartministerie uit 1931, voor een eendekker bommenwerper-transportvliegtuig dat 24 soldaten of een vergelijkbare lading kon vervoeren en tevens als bommenwerper inzetbaar was. De Bombay kwam als winnaar uit de bus; de mededingers Armstrong Whitworth A.W.23 en Handley Page H.P.51 kwamen niet voorbij het prototype-stadium.
De eerste vlucht van het prototype vond plaats op 23 juni 1935. Dit toestel had nog twee Bristol Pegasus III-motoren met een vermogen van 750 pk. In juli 1937 werden 80 toestellen besteld met een zwaardere motor. Omdat de fabriek van Bristol in Filton de Bristol Blenheim bouwde die voorrang kreeg, werden de Bombays gebouwd bij Short & Harland in Belfast. Short & Harland was in 1936 opgericht met Harland and Wolff en Shorts als aandeelhouders, elk met 50% van de aandelen. Dat ging gepaard met vertragingen, zodat de eerste Bombay pas in 1939 werd geleverd. Toen was het type feitelijk reeds verouderd. Uiteindelijk zijn slechts 50 exemplaren gebouwd.
De Bombay werd in het begin van de Tweede Wereldoorlog in het Middellandse Zeegebied gebruikt als transportvliegtuig en deels als bommenwerper tijdens de Noord-Afrikaanse Veldtocht. In 1942 werd een Bombay neergeschoten boven de Libische woestijn waarbij luitenant-generaal William "Strafer" Gott sneuvelde, die door Winston Churchill was aangesteld als bevelhebber van Britse Achtste Leger. Zijn post werd overgenomen door Bernard Montgomery. Tijdens de operaties in Sicilië evacueerden de toestellen zo’n 2000 gewonde soldaten.
De Bombay werd in 1944 uit dienst genomen.